# Lina Roth
Pour les articles homonymes, voir Roth.
 (juillet 2022).
Lina Roth (née le 8 février 1877 à Rueil-Malmaison et décédée le 2 septembre 1962 à Moulins) est une auteure française pour la jeunesse. Institutrice et musicienne, elle a également contribué au développement de l'usage du pipeau dans les établissements scolaires : René Barjavel la surnomma « la mère du pipeau ».
Elle a publié de nombreux recueils d'histoires pour enfants et de contes, ainsi que des pièces de théâtre (saynètes) pour les enfants, et un roman autobiographique : Mademoiselle Amélie : histoire d'une institutrice (Ed. du Cep beaujolais, 1956).

## Œuvres
(Liste non exhaustive)
- Chansons pour la pluie et le beau temps (Nathan, 1932)
- Tous musiciens : petit cours de pipeau en cinq leçons précédé de quelques notions essentielles de solfège (Nathan, 1933)
- Histoires de cette maison-là (SUDEL, 1937) [2]
- Grosmalin orateur (Éditions Billaudot, 1938)
- Claudette ménagère : saynète pour deux petites filles (Cep beaujolais, 1949)
- La farce du dindon, d'après un texte du Moyen Âge (Éditions Billaudot, 1952)
- Le Noël du petit prince (Éditions Billaudot, 1956)
- Claudette et ses étrennes : petite comédie gaie (Éditions Billaudot, 1959)
- Claudette et la Fête des Mères : dialogue pour deux petites filles (Cep Beaujolais, date inconnue) lisible sur : http://theatrepourenfants.wifeo.com/claudette-et-la-fete-des-meres.php
- Popaul est méconnu : monologue pour petit garçon (Cep Beaujolais, date inconnue) lisible sur : http://theatrepourenfants.wifeo.com/popaul-est-meconnu.php

## Sources
- Nic Diament, Dictionnaire des écrivains français pour la jeunesse : 1914-1991, Paris, L'École des loisirs, 1993, 783 p. (ISBN 2-211-07125-2 et 978-2-211-07125-3)

- Claudette et la Fête des Mères, suivie de Popaul est méconnu, feuille imprimée recto verso et éditée par les Éditions du Cep Beaujolais (date non spécifiée sur le document).